# Ламбе Арнаудов
Ламбе Йоанов (Ламбо Йонов) Арнаудов е български революционер, деец на Вътрешната македоно-одринска революционна организация.

## Биография
Ламбе Арнаудов е роден в 1869 или в 1881 година в град Охрид, тогава в Османската империя. Завършва втори клас в местно българско училище. Присъединява се към ВМОРО като легален деец и изпълнява и терористични задачи. Заловена е разписка на организацията през януари 1903 година, в която фигурират неговото име и това на Петруш Чанов, заради което двамата минават в нелегалност и влизат в четата на Христо Узунов. С нея участват в Илинденско-Преображенското въстание. Участва в голямото сражение при Рашанец.
След потушаването на въстанието, на 14 октомври 1903 година четата заминава от Вирово за България. На 21 октомври се сражавата заедно четата на велешкия войвода Андон Кьосето при Стари Сълп на Вардар. На 27 октомври четата е обркъжена в Стари град, Велешко, но успява да се изплъзне и в Попадия се присъдинява към четата на Андрей Докурчев. Ламбе Арнаудов и 5-6 други четници, сред които Скендер, Шешо и Мургаш, решават да се предадат на австро-унгарския консул в Битоля Август Крал, след което се завръща в Охрид.
Живее в бедност, жени се и има четири деца: Димитър, Никола, Петър и Борис. Дочаква освобождението на Вардарска Македония по време на Втората световна война.
На 18 февруари 1943 година, като жител на Охрид, подава молба за българска народна пенсия, която е одобрена и отпусната от Министерския съвет на Царство България.
Дядо е на северомакедонския политик Ламбе Арнаудов, бивш член на ВМРО-ДПМНЕ и ВМРО-НП.